# June Carter Cash
June Carter Cash (Maces Springs (Virginia), 23 juni 1929 – Nashville (Tennessee), 15 mei 2003) was een Amerikaans zangeres, tekstdichter, lid van een van de beroemdste country-families (The Carter Family) en de echtgenote van de legendarische countryzanger Johnny Cash. Ze was tevens multi-instrumentalist en bespeelde de gitaar, de banjo en de autoharp.

## Biografie
June Carter Cash werd als Valerie June Carter geboren in Maces Springs, Virginia, als de middelste dochter van Ezra "Eck" Carter en Maybelle Carter (Mother Maybelle).

### De Carter Family
In de winter van 1937–1938 trok de Carter Family met Junes jongere zusje Anita en oudere zus Helen naar Texas waar de familie tweemaal per dag optrad voor de radiozender XERA (later XERF) in Villa Acuña (nu bekend als Ciudad Acuña, Mexico). Omdat June nog naar school ging deed zij niet mee aan deze eerste optredens. Vanaf 1940 vergezelde June de Carters bij hun optredens.
Een optreden in San Antonio werd opgenomen en gedistribueerd naar diverse lokale radiostations aan de grens met Mexico. Junes eerste bijdragen aan de optredens bestond uit het bespelen van de autoharp. Ruim dertig jaar later zou Johnny Cash June vertellen dat hij rond 1940 als kind graag naar de Carters op de radio luisterde, en met name naar June.
In maart 1943 stopte de Carter Family met optreden en opnemen. Maybelle, Junes moeder, besloot Mother Maybelle & the Carter Sisters op te richten, bestaande uit Maybelle zelf, en haar drie dochters Anita, Helen en June. Dit nieuwe gezelschap kwam voor het eerst op de radio op 1 juni van dat jaar. Eind 1945 werden de dames vergezeld door Doc Addington (Maybelles broer) en Carl McConnell, een neef. De toen zestienjarige June sprak inmiddels ook reclamespots in. Gedurende 1946 trad de groep veel op. June was minder getalenteerd dan haar zussen en moest dus harder werken dan de anderen, maar ze wist dat te compenseren door haar eigen bijzondere komische talent. Haar oom Carl schreef in zijn memoires dat June een "geboren clown" was.
Via allerlei omzwervingen (Virginia, Knoxville, Springfield) kwam de familie uiteindelijk in 1950 in Nashville terecht. Hier raakte het gezin bevriend met Hank Williams en Elvis Presley, en leerde June uiteindelijk Johnny Cash kennen.

### Op eigen benen
In het midden van de jaren vijftig verhuisde June naar New York en studeerde daar aan de Actors Studio. Elia Kazan had haar tijdens een optreden in Tennessee gezien en dichtte haar veel potentie toe. Ze logeerde een tijd bij Kazan en zijn vrouw. In deze periode leerde June onder andere Robert Duvall en James Dean kennen.
Junes eerste echtgenoot was de zanger Carl Smith. Hun huwelijk werd gesloten in 1952, ze scheidden in 1957. Hun dochter Rebecca Carlene Smith (bekend als Carlene Carter) werd geboren in 1955 en is een country-zangeres. In 1957 trouwde June met Edwin Nix, een politieagent, van wie ze in 1966 scheidde. Uit dit huwelijk werd in 1958 ook een dochter geboren, die in 2003 omkwam door een koolmonoxidevergiftiging.
In 1968 trouwde June voor de derde maal, nu met Johnny Cash. Op 3 maart 1970 kreeg het echtpaar een zoon, John Carter Cash. Hun huwelijk hield uiteindelijk 35 jaar stand, tot aan haar dood in 2003. Haar man stierf 12 september in datzelfde jaar.

### Met Johnny Cash
In 1967 won June samen met haar toekomstige echtgenoot Johnny Cash een Grammy Award in de categorie Best Country & Western Performance, Duet, Trio Or Group (vocal or instrumental) voor het nummer Jackson. In 1970 wonnen ze deze prijs opnieuw, inmiddels als getrouwd paar, voor het nummer If I Were a Carpenter.

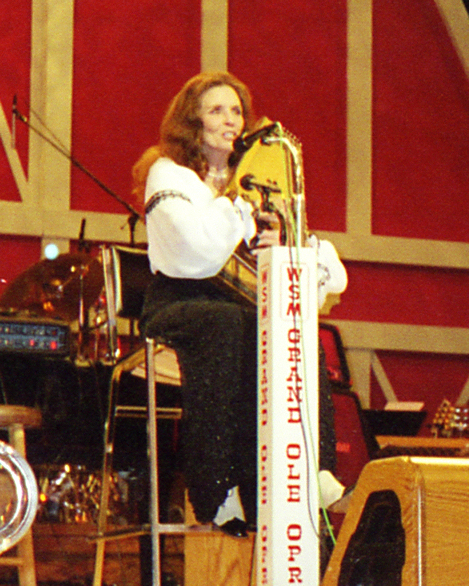
June Carter Cash in de Grand Ole Opry in 1999

In 1999 won June een Grammy Award voor haar album Press On. Haar laatste album Wildwood Flower werd postuum uitgebracht en leverde opnieuw twee Grammy's op.
June stierf in mei 2003 als gevolg van complicaties door een hartoperatie, twee jaar nadat er bij haar een pacemaker was geplaatst. Ze werd begraven in Hendersonville in Tennessee.
Postuum werd ze in 2006 opgenomen in America's Old Time Country Music Hall of Fame.

## Walk the Line
In Walk the Line (2005), de film over het leven van Johnny Cash, wordt de rol van June Carter gespeeld door Reese Witherspoon. Deze film gaat vooral over de ontwikkeling van de relatie tussen June en Johnny, vanaf het moment dat ze elkaar ontmoeten tot aan het moment dat Johnny June ten huwelijk vraagt.